# TKO (The Knock Out)
TKO (The Knock Out) è l'ottavo album in studio della cantante statunitense Mýa, pubblicato il 20 aprile 2018.

## Tracce
1. The Fall – 2:34
2. Open (feat. GoldLink) – 3:27
3. Simple Things – 3:41
4. Down – 2:46
5. Ready 4 Whatever 2.0 – 3:22
6. Damage – 4:43
7. Ready (Part III - 90's Bedroom Mix) – 4:00
8. You Got Me – 3:23
9. T.K.O. Interlude (feat. A Guy Named Cliff) – 0:50
10. Knock You Out – 3:51
11. With You (feat. My Guy Mars) – 4:16
12. If Tomorrow Never Comes – 3:45